# District de Montréal
Pour les articles homonymes, voir Montréal (homonymie).
 (janvier 2025).
Si vous disposez d'ouvrages ou d'articles de référence ou si vous connaissez des sites web de qualité traitant du thème abordé ici, merci de compléter l'article en donnant les références utiles à sa vérifiabilité et en les liant à la section « Notes et références ».
Le district de Montréal est un ancien district colonial de la Nouvelle-France et de l'Amérique du Nord britannique dont la capitale était Montréal. Le descendant du district existe aujourd'hui sous le nom de district judiciaire de Montréal. Les parties ouest ont été transférées au Haut-Canada, plus tard appelé Canada-Ouest, et se trouvent maintenant en Ontario, tandis que le nord-est est devenu le Labrador et fait maintenant partie de Terre-Neuve-et-Labrador.

## Histoire
Le district a été créé comme district du Canada, Nouvelle-France.
Lorsque les Britanniques conquirent le Canada en 1760, le district de Montréal demeura le même que sous l'ancien régime français (voir Pays d'en Haut). Sous administration britannique, elle fut l'une des trois divisions de l'ancienne province de Québec de 1763 à 1791. Réorganisée en 1763, elle comprenait une grande partie du Québec actuel, du Labrador et la majeure partie du sud de l'Ontario. Les réunions du district étaient appelées la Cour des sessions trimestrielles de la paix.
En 1788, les sections occidentales du district de Montréal deviennent :
- District de Nassau - après 1792 en tant que Home District
- Arrondissement de Hesse - après 1792 en tant que Arrondissement de l'Ouest
- District de Mecklembourg - après 1792 comme district de Midland
- District de Lunenburg - après 1792 en tant que district de l'Est

Ces quatre entités furent ensuite organisées sous le nom de Province du Haut-Canada en 1791 et toutes furent dissoutes en 1849 lorsqu'elles furent remplacées par des comtés.
En 1791, le district de Montréal fut dissous en 27 nouveaux districts dans la nouvelle province britannique du Bas-Canada. Concernant le Labrador, celui-ci faisait partie du Québec britannique qu'après 1774 et du Bas-Canada et ce jusqu'en 1809. Qui fut par ensuite  une partie de la colonie de Terre-Neuve en nom, mais ce pas avant qu'un conflit frontalier ne soit réglé en 1927.

## Autres districts
Outre que Montréal, la province britannique du Québec, parfois connus comme le Bas Canada, comptait deux autres districts :
- District de Québec - réaffecté en 1763 et couvrant des zones à l'extérieur de Montréal[2], le district existait auparavant sous le régime français jusqu'à la domination britannique[1]. Cela comprenait la majeure partie du Labrador, la péninsule de Gaspésie et l'île d'Anticosti, mais pas le district d'Ungava (créé officiellement en 1895, mais qui existait auparavant en tant que partie de la Terre de Rupert de 1670 à 1875).
- District de Trois-Rivières - recréé en 1790 à partir du district de Québec[2], un district antérieur sous le régime français existait sous la domination britannique[1].